# Nova Srbija
 Ovo je glavno značenje pojma Nova Srbija. Za druga značenja pogledajte Nova Srbija (razdvojba).
Nova Srbija je bila pokrajina u carskoj Rusiji od 1752. do 1764. godine stečena kolonizacijom i rusifikacijom središnjih ukrajinskih prostora nakon potpunog rušenja autonomije prethodno formirane Zaporoške republike. Naziv je dobila po skupini srpskih doseljenika koje je predvodio pukovnik Ivan Horvat.  

## Povijest
Životni prostor protjeranog ukrajinskog stanovništva tada naseljavaju pravoslavni narodi, uglavnom Rumunji, Srbi i Rusi, koji prihvaćaju autokratsku politiku ruskog cara. Dio lokalnog ukrajinskog stanovništva ostaje živjeti na tim prostorima, dio njih se seli u zapadnu Ukrajinu pod poljskom vlašću, a znatan dio je protjeran na južne obale Azovskog mora, u današnju Rusku Federaciju. Njihovi potomci su kasnije postali poznati kao Kubanski kozaci koji su se kasnije priključili ruskim postrojbama ratujući protiv turkijskih vlasti na sjevernom Kavkazu.
Nova Srbija je bila smještena na sjevernom dijelu teritorija današnje Kirovogradske oblasti u samom središtu Ukrajine. Administrativni centar Nove Srbije je bio grad Novomirgorod.
Oblast je dobila ime po srpskim doseljenicima koji su se 1752. godine, predvođeni pukovnikom Ivanom Horvatom, iz Austro-Ugarske (uglavnom s teritorija današnje Vojvodine) doselili u tadašnju carsku Rusiju. Ruske vlasti su dale srpskim doseljenicima zemlju prema sličnom principu politike iz Austro-Ugarske, te s ciljem uništenja separativne ukrajinske politike dodijelili joj ime Nova Srbija. 
U novoj domovini Srbi su osnovali više sela sa sličnim ili istim imenima kao i u staroj domovini. Dio tih sela do danas je zadržao stare nazive, ali stanovnici su u samom početku prihvatili rusifikacijsku politiku i time se vrlo brzo asimilirali s pridošlim ruskim stanovništvom.

## Galerija
- Položaj Nove Srbije u Ukrajini
- Položaj Nove Srbije
- Povijesni zemljovid Nove Srbije

## Vanjske poveznice
- Mita Kostić, Nova Srbija i Slavenosrbija, Novi Sad, 2001. (srp.)